# Leicester Caribbean Carnival
Leicester Caribbean Carnival (Karaibski Karnawał) – coroczna impreza odbywająca się na początku sierpnia w Leicesterze w Wielkiej Brytanii.
Karnawał odbywa się od 1985 roku w pierwszą sobotę sierpnia (z wyjątkiem 2006 roku, kiedy został odwołany z powodu braku funduszy).
Procesja karnawałowa zaczyna się od centrum miasta przez ulicę London Road do Victoria Parku.
Trzeci co do wielkości karaibski karnawał w Wielkiej Brytanii po karnawale w Leeds i Notting Hill.